# Heroes of Might and Magic III
Heroes of Might and Magic III: The Restoration of Erathia (viết tắt HoMM III, Heroes 3) là trò chơi điện tử thuộc thể loại chiến thuật theo lượt được phát triển bởi Jon Van Caneghem tại hãng New World Computing và công ty The 3DO Company đã lo việc phát hành cho hệ điều hành Microsoft Windows. Trò chơi được phát hành vào ngày 3 tháng 3 năm 1999. Đây là sản phẩm chính thức thứ ba trong dòng trò chơi Heroes of Might and Magic.
Cốt truyện của trò chơi lấy bối cảnh khi nhà vua King Roland Ironfist của vùng Enroth biến mất một cách bí ẩn và hoàng hậu Catherine phải lên nắm quyền, cùng thời gian đó cha của hoàng hậu là vua của vùng Erathia cũng bị ám sát và vương quốc của cha bà rơi vào tay thế lực ma quỷ là Nighon và Eeofol. Hoàng hậu đã trở về quê hương của mình là vùng Antagarich và điều động quân đội ở đây đi giành lại vùng đất. Câu truyện sẽ được kể thông qua 7 chiến dịch đại diện cho 7 chủng tộc kể cả phe ánh sáng và bóng tối tại vùng đất Antagarich để có cái nhìn toàn cảnh về cuộc chiến này. Người chơi sẽ điều khiển các nhân vật người hùng đi từng lượt với một khoảng cách nhất định trong ngày và khi đi hết lượt người chơi sẽ phải chờ cho phe kia hoàn tất lượt đi của mình. Các tòa thành cũng có thể nâng cấp khi có đủ tài nguyên để có thể chiêu mộ được những đơn vị mới mạnh hơn đặc trưng theo chủng tộc, các đơn vị trong trò chơi hầu hết là những chủng tộc và sinh vật thần thoại trong nhiều truyền thuyết khác nhau trên thế giới. Khi chiến đấu thì bản đồ tác chiến cũng sẽ đi theo lượt, nhân vật người hùng sẽ hỗ trợ quân mình bằng các kỹ năng tác động ngay tới chỉ số tác chiến hay phép thuật ảnh hưởng trực tiếp lên các đơn vị quân, nếu chiến thắng nhân vật người hùng sẽ có điểm kinh nghiệm để lên cấp cho việc học được các kỹ năng và phép thuật mới. Trên con đường của mình các người hùng có thể tìm kiếm các kho báu nằm rải rác trên bản đồ với các báu vật để trang bị khác nhau, chiếm các đống hay mỏ khoáng sản và chiến đấu với các nhóm quái vật trung lập thường canh những thứ đó để lấy kinh nghiệm.
Heroes III đã nhận được nhiều khen ngợi của các nhà phê bình kể từ khi phát hành. Tác phẩm có thêm hai bản mở rộng Heroes of Might and Magic III: Armageddon's Blade và Heroes of Might and Magic III: The Shadow of Death. Bản hoàn chỉnh Heroes III Complete được phát hành vào năm 2000. Loạt 8 chiến dịch Heroes Chronicles dựa trên engine của Heroes III cũng lần lượt được phát hành sau đó. Phiên bản làm lại theo chuẩn HD của trò chơi đã phát hành vào ngày 29 tháng 1 năm 2015 cho hệ Microsoft Windows, iOS và Android, tuy nhiên các bản mở rộng của trò chơi không được tái phát hành do không thể tìm thấy mã nguồn.

## Phát hành
Trò chơi được phát hành cho hệ điều hành Microsoft Windows vào ngày 3 tháng 3 năm 1999. Hãng The 3DO Company sau đó đã tiến hành chuyển trò chơi sang hệ Apple Macintosh còn Loki Software thì đảm nhận việc chuyển trò chơi sang hệ Linux. Cũng đã có kế hoạch để chuyển trò chơi sang hệ Dreamcast nhưng sau đó đã bị hủy.

### Mở rộng
Heroes III có hai bản mở rộng chính thức là Heroes of Might and Magic III: Armageddon's Blade và Heroes of Might and Magic III: The Shadow of Death.
Bản mở rộng cài thêm Armageddon's Blade phát hành vào ngày 30 tháng 9 năm 1999. Phiên bản này có thêm một loại thành mới (Conflux), 6 chiến dịch, công cụ tự động thiết lập cảnh chơi, cùng các đơn vị, công trình và người hùng mới. Đây là bản mở rộng thương mại, cần mua thêm để cài đặt.
Bản mở rộng độc lập  The Shadow of Death phát hành vào ngày 31 tháng 3 năm 2000. Bản này gồm có sẵn Restoration of Erathia kèm với 7 chiến dịch cùng các vật phẩm mới, trong đó có tính năng tổng hợp báu vật: khi người hùng tập hợp đủ và trang bị các vật phẩm cùng một bộ cho mình thì năng lực của chúng tăng lên khá cao.

### Hoàn chỉnh
Bản hoàn chỉnh Heroes of Might and Magic III: Complete bao gồm cả bản gốc cùng hai bản mở rộng được phát hành trong năm 2000. Thay vì đơn thuần kết hợp các đĩa gốc, bản này tái lập tiến trình cài đặt game và sắp xếp lại menu để thành một game thống nhất.

### HD Edition
Ubisoft đã thực hiện và phát hành bản làm lại theo chuẩn HD của trò chơi vào ngày 29 tháng 1 năm 2015 cho hệ Microsoft Windows cùng iOS và Android. Tuy nhiên các bản mở rộng không được tái phát hành theo chuẩn mới do không thể tìm thấy mã nguồn.

## Âm nhạc
Âm nhạc của trò chơi được biên soạn bởi Paul Romero, Rob King và Steve Baca. Tuy album chính thức của trò chơi chưa bao giờ được phát hành dưới dạng đĩa nhưng kênh phân phối trực tuyến GOG.com đã tập hợp các bản nhạc lại và tạo thành một album cho phép người mua trò chơi trên trang này tải về như một sản phẩm đính kèm.
| Heroes of Might And Magic III Soundtrack | Heroes of Might And Magic III Soundtrack | Heroes of Might And Magic III Soundtrack |
| STT                                      | Nhan đề                                  | Thời lượng                               |
| ---------------------------------------- | ---------------------------------------- | ---------------------------------------- |
| 1.                                       | "Ai Theme - 00"                          | 0:46                                     |
| 2.                                       | "Ai Theme 01"                            | 0:52                                     |
| 3.                                       | "Ai Theme 02"                            | 1:57                                     |
| 4.                                       | "Castle Town"                            | 2:35                                     |
| 5.                                       | "Combat 01"                              | 2:49                                     |
| 6.                                       | "Combat 02"                              | 2:40                                     |
| 7.                                       | "Combat 03"                              | 2:23                                     |
| 8.                                       | "Combat 04"                              | 3:14                                     |
| 9.                                       | "Dirt"                                   | 2:07                                     |
| 10.                                      | "Dungeon"                                | 2:17                                     |
| 11.                                      | "Evil Theme"                             | 1:34                                     |
| 12.                                      | "Fortress Town"                          | 1:59                                     |
| 13.                                      | "Good Theme"                             | 1:17                                     |
| 14.                                      | "Grass"                                  | 2:01                                     |
| 15.                                      | "Inferno Town"                           | 2:17                                     |
| 16.                                      | "Lava"                                   | 1:52                                     |
| 17.                                      | "Main Menu"                              | 1:14                                     |
| 18.                                      | "Necro Town"                             | 2:33                                     |
| 19.                                      | "Neutral Town"                           | 1:40                                     |
| 20.                                      | "Rampart"                                | 2:46                                     |
| 21.                                      | "Rough"                                  | 2:15                                     |
| 22.                                      | "Sand"                                   | 2:01                                     |
| 23.                                      | "Secret Theme"                           | 1:10                                     |
| 24.                                      | "Snow"                                   | 2:02                                     |
| 25.                                      | "Stronghold"                             | 2:21                                     |
| 26.                                      | "Swamp"                                  | 2:27                                     |
| 27.                                      | "Tower Town"                             | 3:46                                     |
| 28.                                      | "Underground"                            | 1:55                                     |
| 29.                                      | "Water"                                  | 1:54                                     |
| 30.                                      | "Win Scenario"                           | 1:14                                     |
| Tổng thời lượng:                         | Tổng thời lượng:                         | 1:01:58                                  |

## Đón nhận
Tác phẩm đã nhận được nhiều khen ngợi của các nhà phê bình kể từ khi phát hành. Trò chơi đã nhận được đánh giá cao trên các trang mạng chuyên về trò chơi điện tử như Gamespot đã đánh giá trò chơi là 91%, IGN là 9/10, Gamerankings là 86,74%...
Greg Kasavin tại Gamespot đã nhận xét "Với một thời gian ngắn trò chơi đã xóa bỏ mọi nghi vấn về việc nó có phải là một phiên bản nối tiếp xuất sắc và là một trò chơi chiến thuật hàng đầu theo cách riêng của nó.". Jason Bates tại IGN thì khen ngợi các bản nhạc của trò chơi thuộc hạng chuyên nghiệp so với các bản trước nhưng các âm thanh chiến đấu không được tốt lắm và đồ họa thuộc hàng đẹp nhất trong các trò chơi chiến thuật theo lượt khi đó nhưng cốt truyện thì lại không đáng quan tâm vì mục tiêu hoàn tất nhiệm vụ cần phải làm đáng chú ý hơn nhiều.
Nhưng bản làm lại thì không được đánh giá cao lắm. Brett Todd tại Gamespot đã nói rằng mọi người có thể có bản HD rẻ hơn với việc chỉ phải mua bản cũ với giá rẻ sau đó cài một bản mod nâng cấp hình ảnh miễn phí là xong và trông chúng không khác nhau nhiều.